# Banda musicale della Polizia di Stato
La Banda musicale della Polizia di Stato è la banda musicale della Polizia di Stato italiana. Appartiene ai Corpi Bandistici Militari.

## Storia
La Banda musicale della Polizia di Stato venne fondata nel 1928, con musicisti appartenenti al Corpo delle Guardie di Pubblica Sicurezza. Il suo primo direttore fu il maestro Giulio Andrea Marchesini, il quale provvide a scrivere la marcia Giocondità che divenne la Marcia d'Ordinanza del Corpo delle Guardie di Pubblica Sicurezza. Nel corso della sua trentennale direzione alla guida della Banda, Marchesini provvide a modificare e ad integrare l'organico del complesso, che all'inizio vantava circa settanta elementi, introducendo i contrabbassi dando così l'impronta di una orchestra sinfonica.
Il maestro Antonio Fuselli, che succedette a Marchesini nel 1957, riuscì ad elevare il livello artistico della Banda portandolo a raggiungere livelli di eccellenza.
Il risultato venne raggiunto con un organico tipicamente vesselliano che portò a più di cento gli strumentisti.
A Fuselli succedette il suo vice, maestro Pellegrino Bossone sotto la cui direzione venne realizzato il primo LP nel 1977.
Nel 1981, con la costituzione della Polizia di Stato, la Banda, così come il Corpo, venne smilitarizzata. Dal 1992 sono presenti tra le file dei musicisti anche le donne, infatti il personale viene reclutato tramite concorso nazionale per titoli ed esami a cui può aver accesso chi possiede i requisiti ed i titoli richiesti dal bando di concorso.
Attualmente il titolo di studio richiesto è il Diploma di Scuola Media Superiore unitamente al Diploma di Conservatorio.

## Organico
La banda è composta da un organico di 103 elementi, tra strumenti a fiato, a percussione un pianista ed un chitarrista, oltre a un Maestro Direttore ed un Maestro Vice Direttore. Ha sede fissa a Roma e dipende direttamente dal Dipartimento di Pubblica Sicurezza che ne dispone tramite l'Ufficio Relazioni Esterne.

## Attività
È attiva in concerti presso teatri e auditorium come massimo organo di rappresentanza della Polizia di Stato italiana. A livello internazionale negli ultimi anni ha rappresentato l'Italia in Israele, Messico, Stati Uniti, Germania, Norvegia e Malta. In Italia la possiamo vedere sfilare per la festività nazionale del 2 giugno e per la festa della Polizia che cade a maggio e che ricorda l'anniversario di fondazione. La banda ha inciso nell'arco della sua storia diversi CD e dischi.

## Marcia d'ordinanza
La marcia d'ordinanza della Polizia di Stato è Giocondità, scritta nel 1928 da Giulio Andrea Marchesini.

## Repertorio da sfilata
Prevede l'immancabile Giocondità, marcia d'ordinanza del corpo, "L'Inno di Mameli", brani patriottici, come La canzone del Piave, marce militari e da parata.

## Repertorio da concerto
Il repertorio da concerto è molto vasto e comprende trascrizioni ed arrangiamenti per banda, (eseguiti dal direttore o da altri compositori) tratti da opere liriche e sinfoniche classiche opera lirica, sinfonie per orchestra, brani di musica leggera e contemporanea e di musica originale per banda.

## Direttori del Corpo Bandistico
- Giulio Andrea Marchesini, fondatore e autore di Giocondità
- Antonio Fuselli, che succedette a Marchesini nel 1957.
- Pellegrino Bossone.
- Antonio Imparato (Maestro Facente Funzione. 1ª Tromba della banda, ebbe l'incarico a causa dell'improvvisa scomparsa di Pellegrino Bossone che resse per oltre 10 anni.)
- Marco Tamanini dal 1991 al 1992.
- Maurizio Billi (Roma, 1964), in carica dal 1992, svolge anche l'attività di compositore.

## Abito da esecuzione
- Per le sfilate, la divisa storica della Polizia o la divisa d'ordinanza.
- Per i concerti, la divisa da concerto, la divisa di rappresentanza o la divisa storica.